# Castelnau-Tursan
Castelnau-Tursan település Franciaországban, Landes megyében. Lakosainak száma 185 fő (2022. január 1.). Castelnau-Tursan Bahus-Soubiran, Geaune, Payros-Cazautets, Pécorade, Saint-Loubouer és Urgons községekkel határos.

## Népesség
A település népességének változása:
| Lakosok száma | 235  | 207  | 192  | 181  | 195  | 194  | 193  | 186  | 186  | 185  |
|               | 1968 | 1982 | 1990 | 2006 | 2013 | 2015 | 2017 | 2019 | 2020 | 2022 |